# 福永和宏
福永 和宏（ふくなが かずひろ、1969年2月26日 - ）は、福岡県出身のプロゴルファー。

## 来歴
幼少期は少林寺拳法に励み、三段を有する。
ひょんなことからゴルフを始め、大牟田高校3年次の1986年には九州ジュニアで優勝。
卒業後は専修大学ゴルフ部を経て、鹿野山ゴルフ倶楽部に所属し、1992年にプロテストで合格、。
1993年には後楽園カップ（第3回）で初優勝し、1994年の茨城オープンでは草壁政治・芹澤信雄・上原宏一に次ぐと同時に丸山智弘・長谷川勝治と並んでの6位タイに入り、1995年の関東PGAフィランスロピーで2勝目を挙げる。
1996年はペプシ宇部で5位タイに入り、若洲ゴルフリンクスで行われたポカリスエットよみうりオープン ではトッド・ハミルトン（アメリカ）とのプレーオフで1ホール目を共にバーディ、2ホール目にはハミルトンが3オンに対し、福永は2オン1パットのバーディで優勝。
優勝当時は全英オープン日本予選の真っ只中で、本戦に出場できたが、初日76、2日目81の15オーバーで金子柱憲・東聡・飯合肇と共に予選落ちに終わっている。
身長164cmと小柄で、元々あまり飛ばすほうではなく、アプローチとパットでスコアを作るタイプの福永は、全英で世界レベルを見て「このままではいけない…」とスイング改造や飛距離アップに着手。結果的に自分のゴルフを見失い、1997年にはシード権の保持どころか、出場資格まで失う。後に親しい人物から「例えるならば、お前はホームランバッターでなく、1番バッターが似合う。だからゴルフも、お前らしくやればいいんだ」と言われる。福永は「そうだ、自分の持ち味を生かしたプレーをしよう」と考えを改めたものの、時すでに遅く、復活には時間がかかった。
1998年の宇部興産オープンでは初日に7バーディ、1ボギーで細川和彦と共に34-32の66としてトーナメントをリードし、最終的には深堀圭一郎と並んでの4位タイに入った。
1999年のデサントクラシック マンシングウェアカップでは田中秀道と並んでの8位タイに入り、2002年にはセクションツアー（静岡）日本プロ地区選手権で優勝。
1999年の三菱自動車トーナメントでは初日に豪雨がピークの午前組トップスタートで、普通なら「せいぜい残って150か160まで」という10番ホールの第2打を175ヤードも残した。アイアンで何とかグリーン側まで運び、寄せワンのパーでしのいだものの、後半の6番まで全く止む気配のなかった雨を耐え忍んだ結果、73の2オーバー、暫定82位でフィニッシュ。
2003年には東京ドームカップ（第1回）優勝し 、カニトップ杯チャレンジトーナメントでは市原弘大・井上信に次ぐ3位、PRGR CUP（関西）では小田龍一・谷口拓也と並んでの10位タイに入った。
2004年にはチャレンジツアーランク3位の資格で、開幕からツアーにフル参戦。マンダムルシードよみうりオープンでは初日に父より5歳年上の杉原輝雄と同じ組になったが、ティショットで若手に50ヤード以上も置いていかれながらも決してプレーを投げず、粘り強くホールを重ねていた杉原を間近で見て、自身を省みる。自分の思い通りのゴルフが出来ず、諦めがちになっていた自分が恥ずかしくなり、気合を入れ直したバック9で、ボギーなしの4バーディを記録。66の6アンダーで首位タイスタートを決め、最終的には河村雅之と並んでの9位タイに入った。
2005年のアイフルカップではインコースからスタートした3日目にフロント9で4ボギーを叩いたが、後半のホールインワン賞がかかった8番パー3で、同じ組の立山光広に「じゃあ、俺が入れるよ」とホールインワンを宣言。4アイアンで打ったティショットは真っ直ぐにピン筋に飛び、自身ツアーで初のホールインワンを達成。立山は「これ、入れるよ」と言って先に打ったが、残念ながらグリーン左奥に外れており、福永が打った際には「入るぞ〜!!」と悲鳴を上げた。賞金200万円は達成者全員に贈られることになっていたが、ホールアウトしてからそれを伝え聞いた福永は、「複数均等割りだと思っていたから。なお嬉しい」と大喜びした。福永はアイフルカップまでに9試合に出場して予選通過僅か1回、棄権1回、ウッドワンオープン広島の56位で得た23万円しか稼いでいなかった。
続くサン・クロレラクラシックでは予選2日間は当時15歳の伊藤涼太のプレーに圧倒されたが、2日目の7番パー3を4番アイアンで打ち、ツアー史上2人目の2週連続ホールインワンを達成。
2007年の日本プロを最後にレギュラーツアーから引退。

## 主な優勝
- 1993年 - '93後楽園カップ（第3回）
- 1995年 - 関東PGAフィランスロピー
- 1996年 - ポカリスエットよみうりオープン
- 2002年 - セクションツアー（静岡）日本プロ地区選手権
- 2003年 - '03東京ドームカップ（第1回）